# Philipp Georg von Browne
Graf Philipp Georg von Browne (* 2. Juni 1727 in Novara; † 19. Dezember 1803 in Böhmen) war Feldmarschall-Lieutenant in Diensten der Habsburgermonarchie und Ritter des Maria-Theresia-Ordens. Er war Besitzer der Allodialherrschaft Cerekwitz und Trzebowietitz.

## Leben
Seine Eltern waren der Feldmarschall Maximilian Ulysses Browne (1705–1757) und dessen Ehefrau Marie Philippine Bořita von Martinitz (1705–1785). Sein Bruder Joseph Ulysses (* 17. Oktober 1728; † 29. April 1759) war k.k. Generalmajor und Malteser-Ritter.
Im 18. Lebensjahre ging er in österreichische Dienste und kam in das Infanterie-Regiment No. 49. Während des Österreichischen Erbfolgekrieges konnte er sich bei den Kämpfen in Italien auszeichnen. Er wurde 1747 Hauptmann und bereits 1755 zum aggregierten Oberst befördert.
Während des Siebenjährigen Krieges kämpfte er in der Schlacht bei Lobositz und wurde da verwundet. Am 18. Oktober 1756 überfiel er die Stadt Teschen und wurde wirklicher Oberst im Infanterie-Regiment No.11. In der Schlacht bei Prag wurde er abermals verwundet. Er kam in die belagerte Stadt, wo er nun an deren Verteidigung teilnahm. Er führte am 3. Juni 1757 einen Ausfall mit 900 Mann, wobei eine Kanone erobert und eine Schanze demoliert wurde, es war der erste erfolgreiche Ausfall der Österreicher. Auch sein Vater war in der Stadt eingeschlossen und beglückwünschte seinen Sohn. Anschließend konnte er sich bei Breslau auszeichnen. Er führte den Angriff gegen Schmiedefeld und Höfgen.
Auch in der Schlacht bei Hochkirch konnte er sich auszeichnen. Er führte hier erfolgreich die Vorhut gegen die Höhen bei Hochkirch. Den Preußen konnten die Österreicher mehrere Kanonen und Fahnen abnehmen. Browne erhielt bei dem Angriff einen Schuss in den Hals. Dafür wurde er zum Generalmajor befördert und mit dem Maria-Theresia-Orden ausgezeichnet. 
Nach dem Krieg wurde er 1765 zum Feldmarschall-Lieutenant befördert. Aber seine Kriegsverletzungen zwangen ihn den Dienst zu verlassen. Browne zog sich daraufhin auf seine Güter in Böhmen zurück. 
Browne heiratete 1777 Gräfin Anna Maria von Sztaray († 1816). Die Ehe blieb kinderlos. Nach dem Tod des Grafen erbte die Gräfin die Herrschaft. Nach ihrem Tod erbte ihr Neffe Graf Vinzenz von Sztaray und Nagy Mihaly.

### Werk
- Historisches Tagebuch des Krieges zwischen Rußland und der Pforte von 1768 bis 1774, Digitalisat